# Doumea chappuisi
Doumea chappuisi är en fiskart som beskrevs av Pellegrin, 1933. Doumea chappuisi ingår i släktet Doumea och familjen Amphiliidae. IUCN kategoriserar arten globalt som sårbar. Inga underarter finns listade i Catalogue of Life.